# Henrotius
Henrotius is een geslacht van kevers uit de familie van de loopkevers (Carabidae). De wetenschappelijke naam van het geslacht is voor het eerst geldig gepubliceerd in 1953 door Jeannel.

## Soorten
Het geslacht Henrotius is monotypisch en omvat slechts de volgende soort:
- Henrotius jordai Reitter, 1914